# E io, che ho le rose fiorite anche d'inverno?
E io, che ho le rose fiorite anche d'inverno? (scrittura in viaggio), conosciuto anche solamente come E io, che ho le rose fiorite anche d'inverno? è un romanzo dello scrittore italiano Aldo Busi. Elaborato da Busi fra il 1996 e il 2003, ha fatto la sua prima apparizione nelle librerie nel 2004.

## Trama
Nel libro E io, che ho le rose fiorite anche d'inverno?, Aldo Busi racconta alcuni viaggi compiuti fra la fine degli anni novanta e l'inizio ed XXI secolo. L'incipit del libro è ambientato a Parigi, negli anni sessanta, in una sorta di flashback: Busi parla dei suoi vent'anni e dell'incontro con due uomini da lui ritenuti straordinari: uno, Louis, un artista squattrinato; l'altro, senza nome, un ricco libanese incontrato per poche ore.
I successivi capitoli del libro sono reportage scritti da vari angoli della terra: l'autore si reca in Marocco, in Russia, in Argentina,in Israele, e ognuno di questi spostamenti è caratterizzato da un incontro, da un dialogo, da una riflessione particolari.
In quest'opera, il narratore-protagonista espone una visione amara dell'esistenza, riflettendo su tutti gli aspetti della vita. L'autore percepisce un forte divario fra sé stesso e il resto del mondo; questo lo spinge, nella seconda parte del libro, a chiudersi nella propria abitazione e a fare una sorta di bilancio della propria vita partendo dai mobili e dagli oggetti di lusso, collezionati nell'attesa di mostrarli ad un amante che non c'è mai stato.
Lo scrittore utilizza come interlocutori le dodici sedie intorno al tavolo da pranzo e i tre divani della propria dimora, sui quali non si è mai seduto; adagiarsi su di essi per la prima volta gli riporta alla mente il desiderio mai appagato di dare in casa propria una festa con gli amici, nella quale avrebbe potuto incontrare il suo compagno ideale.
Questa festa non si è mai data, né si sarebbe mai potuta dare: l'autore capisce che nessuno può essere l'uomo giusto per lui. Quando invita a cena a casa propria un pilota d'aereo conosciuto durante un viaggio verso l'Argentina (dalla quale, però, torna a casa senza neanche uscire dall'aeroporto) l'autore si pente di averlo fatto entrare e brucia volontariamente le pietanze che aveva preparato, portando l'aviatore a mangiare in trattoria.
Il narratore si isola così nella sua casa, costruita sul lazzaretto della peste del Seicento, e osserva la vegetazione e gli animali del proprio giardino, facendo paragoni fra la vita della natura e quella della società umana.
Alla fine del libro, il protagonista si rende conto che nel suo giardino, come in quello dei vicini e del Teatro Sociale di Montichiari, le rose fioriscono anche in inverno.